# Webb (Alabama)
 Webb, Alabama és una població dels Estats Units a l'estat d'Alabama. Segons el cens del 2000 tenia 1.298 habitants.

## Demografia
Segons el cens del 2000, Webb tenia 1.298 habitants, 491 habitatges, i 375 famílies La densitat de població era de 42,7 habitants/km².
Dels 491 habitatges en un 38,1% hi vivien nens de menys de 18 anys, en un 61,9% hi vivien parelles casades, en un 11,4% dones solteres, i en un 23,6% no eren unitats familiars. En el 22,6% dels habitatges hi vivien persones soles el 8,6% de les quals corresponia a persones de 65 anys o més que vivien soles. El nombre mitjà de persones vivint en cada habitatge era de 2,63 i el nombre mitjà de persones que vivien en cada família era de 3,06.
Per edats la població es repartia de la següent manera: un 28,1% tenia menys de 18 anys, un 8,1% entre 18 i 24, un 29,7% entre 25 i 44, un 23,7% de 45 a 60 i un 10,5% 65 anys o més.
L'edat mediana era de 35 anys. Per cada 100 dones hi havia 92,3 homes. Per cada 100 dones de 18 o més anys hi havia 88,9 homes.
La renda mediana per habitatge era de 31.364 $ i la renda mediana per família de 36.667 $. Els homes tenien una renda mediana de 32.656 $ mentre que les dones 19.479 $. La renda per capita de la població era de 15.150 $. Aproximadament el 13,7% de les famílies i el 17% de la població estaven per davall del llindar de pobresa.

## Poblacions més properes
El següent diagrama mostra les poblacions més properes.